# Vatten under broarna
Vatten under broarna är ett studioalbum från 2004 av Lars Winnerbäck. Skivan producerades av Lars Winnerbäck. Vatten under broarna är mycket mer lågmäld än sina föregångare och Winnerbäck spelar utan sitt kompband Hovet. Albumet följdes upp av en akustisk turné, Stackars hela Sverige. Singeln Elegi blev tvåa på Tracks årslista 2004. Enligt IFPI blev albumet Sveriges fjärde mest sålda under 2004.

## Låtlista
1. Se dig om - 3.16
2. Det är visst nån som är tillbaka - 3.29
3. Elegi - 4.36
4. Jag är hos dig igen - 3:53
5. Dom tomma stegen - 4:55
6. Hjärter Dams sista sång 3:54
7. Stackars - 3.20
8. Hon kommer från främmande vidder - 4:13
9. Dom sista drömmarna del II - 3.50
10. Mareld - 6:52

## Singlar

### Stackars
Släppt 20 januari 2005, släppt i 300 exemplar
1. Stackars
2. Det är visst nån som är tillbaka
3. Elegi (video)

## Listföljd
| Lista (2004-2005) | Topplacering |
| ----------------- | ------------ |
| Sverige           | 1            |